# Grunwaldzki híd (Krakkó)

A térképen 5-ös számmal jelölve (nagyítható)

Az 1972-ben, a Wawel közelében, a hatodik krakkói hídként megépített átkelő a belváros felé új irányú kapcsolatot adott. A híd a nevét az 1410-es grünwaldi csata után kapta, ahol a lengyel-litván sereg győzelmet aratott a Német Lovagrend felett. A Visztula harmadik legszélesebb hídján több villamosviszonylat, valamint kerékpárút is áthalad az erős autóforgalom mellett.

## Külső hivatkozások
- Visztula-hidak